# Анхимов, Николай Михайлович
Николай Михайлович Анхимов — советский хозяйственный, государственный и политический деятель.

## Биография
Родился в 1910 году. Член КПСС с 1932 года.
С 1931 года — на хозяйственной, общественной и политической работе. В 1931—1975 гг. — работник системы рабочей кооперации, партийный работник в Карело-Финской ССР, заместитель начальника Оборонстроя на Карельском фронте, руководящий партийный и советский работник в Карело-Финской ССР, первый секретарь Пряжинского райкома ВКП(б), партийный работник в Карельской АССР, первый секретарь Олонецкого райкома КПСС, председатель Карельского областного совета профсоюзов.
Избирался депутатом Совета Национальностей Верховного Совета СССР 5-го созыва, делегат XXII, XXIII и XXIV съездов КПСС.
Умер после 1983 года.